# Henri de la Tour d'Auvergne, Viconte de Turenne
Henri de la Tour d'Auvergne, Viconte de Turenne (n. 11 septembrie 1611 - d. 27 iulie 1675), cunoscut cu numele de Turenne, Mareșal al Franței din 1643 și Maréchal général des camps et armées du roi⁠(fr)[traduceți] („Mareșal general al Franței”) din 1660, a fost unul dintre cei mai buni generali ai lui Ludovic al XIII-lea al Franței și apoi ai lui Ludovic al XIV-lea al Franței.

## Familia și cariera timpurie
Henri de la Tour d'Auvergne a fost fiul lui Henri de la Tour d'Auvergne, viconte de Turenne și al celei de-a doua soții a acestuia Élisabeth de Nassau, fiica lui Wilhelm Taciturnul. S-a născut la Sedan și a primit o educație protestantă, dar o infirmitate fizică și în special un impediment în vorbire (care-l va avea toată viața), au împiedicat progresul său, dar el a arătat o înclinare deosebită pentru istorie și geografie și pentru faptele lui Alexandru cel Mare și Cezar. După moartea tatălui său în 1623, s-a dedicat exercițiilor fizice și a depășit în mare măsură slăbiciunea lui corporală. La 14 ani a plecat să învețe arta războiului în tabăra unchiului său Maurice de Nassau, Stadthoulder al Olandei și Prinț de Orania, și și-a început cariera militară (ca simplu soldat în garda prințului) în timpul războiului de optzeci de ani.
Frederick Henri de Nassau, care i-a luat locul fratelui său Maurice ca Stadthoulder al Olandei în 1625, îl promovează pe Turenne căpitan în 1626. Tânărul ofițer a participat la diverse lupte și a fost recomandat în mod special de către unchiul său (unul din cei mai importanți comandanți din acea vreme) pentru abilitatea și curajul său în timpul asediului de la 's-Hertogenbosch din 1629. În 1630 Turenne a părăsit Țările de Jos și a intrat în serviciul Franței, motivat nu doar de dorința de a avansa, dar și de dorința mamei sale de a demonstra loialitatea familiei de Bouillon coroanei Franței.
Cardinalul Richelieu l-a avansat colonel al unui regiment de infanterie. Sporadic continuă să-l servească pe prințul Olandei, care în acea vreme era aliat al Franței. Prima sa contribuție serioasă sub pavilionul Franței a avut-o în asediul de la La Mothe-en-Bassigny, în Lorena, alături de mareșalul de la Force în 1634, unde curajul demonstrat în timpul asaltului a făcut să fie avansat la gradul de Maréchal des camp (echivalentul gradului de general-maior în zilele noastre). În 1635 Turenne a servit sub Louis de Nogaret, cardinal de la Valette în Lorena și pe Rin.
În 1639 a servit sub comanda lui Bernhard de Saxa-Weimar și a regizat atacul asupra cetății Breisach am Rhein (care avea reputația de a fi cea mai puternică cetate de pe partea superioară a Rinului), care s-a predat pe 17 decembrie.
Acum, Turenne era considerat drept unul dintre cei mai importanți tineri generali ai Franței.

## Mareșal al Franței

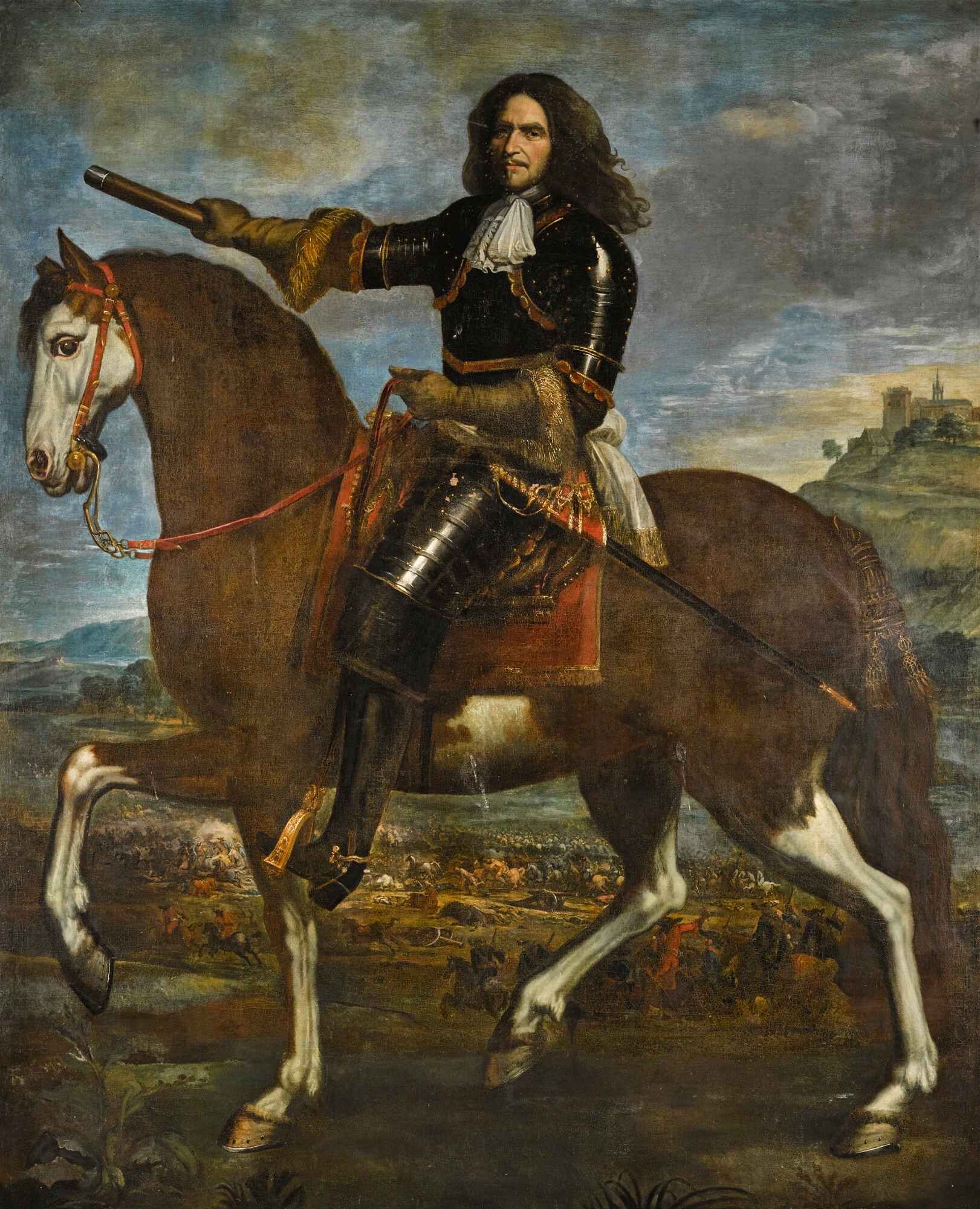
Turenne ca Mareşal al Franţei

Relațiile dintre Principatul de Sedan și coroana franceză au influențat în mod semnificativ cariera timpurie a lui Turenne. Uneori pentru a avansa era necesar să concilieze familia ducală, alteori mașinațiunile familiei ducale împotriva lui Richelieu și apoi a lui Mazarin, i-au împiedicat pe consilierii regelui să-i acorde încredere deplină tânărului general. Mai mult, aderența sa constantă la religia protestantă a constituit un motiv în plus în dificultatea relațiilor sale cu miniștrii francezi. Cu toate acestea, Richelieu i-a încredințat comanda armatei franceze în Italia în 1643. Turenne a cucerit Trino în câteva săptămâni, înainte de a fi rechemat în Franța la sfârșitul anului. În 19 decembrie 1643 a fost ridicat la rangul de Mareșal al Franței și la scurt timp a fost trimis în Alsacia pentru a reorganiza armata Weimarului (rămășița trupelor lui Bernhard de Saxa-Weimar), care tocmai suferise o gravă înfrângere la Tuttlingen (24-25 noiembrie 1643). Acum, la 32 de ani, Turenne a servit sub patru comandanți militari celebri: prințul metodic de Orania, aprigul Bernhard, militărosul cardinal de la Valette și încăpățânatul și vicleanul Harcourt. Toți patru au contribuit la formarea lui ca conducător militar.